# Lư (họ)
Lư (chữ Hán: 盧), còn đọc là Lô, là một họ của người châu Á. Họ này có mặt ở Việt Nam, Trung Quốc và Triều Tiên (miền Bắc: Hangul: 로, Romaja quốc ngữ: Ro; miền Nam: Hangul: 노, Romaja quốc ngữ: No). Trong danh sách Bách gia tính họ này đứng thứ 167, về mức độ phổ biến họ này đứng thứ 55 ở Trung Quốc theo thống kê năm 2006. Ở Trung Quốc còn có một họ Lư nữa là họ Lư (chữ Hán: 閭; Hangul miền Bắc: 려, Romaja quốc ngữ: Lye; Hangul miền Nam: 여, Romaja quốc ngữ: Ye).